# 삼존불비상
삼존불비상(三尊佛碑像)은 동국대학교박물관에 있는 남북국 시대 신라의 불상이다. 1982년 12월 7일 대한민국의 보물 제742호로 지정되었다.

## 개요
삼존불비상(三尊佛碑像)은 현재 동국대학교에 있는 것으로 충청남도 공주시 정안면에서 전래되어 오던 연기 일대의 불상양식 계열에 속하는 삼존불(三尊佛)이다. 본존의 얼굴이 약간 손상되었지만 비교적 잘 보존되어 있다.
대좌(臺座)에 앉아 있는 본존불은 둥근 얼굴에 당당한 체구를 가져 중후한 인상을 준다. 옷은 양 어깨에 두르고 있으며 가슴 앞에 띠매듭이 보인다. 왼손은 아래를 향해 내리고 오른손은 위를 향하고 있는데 손가락을 모두 구부리고 있다. 본존불 양 옆에 서 있는 보살은 머리에 관(冠)을 쓰고 몸에는 구슬장식을 하고 있으며, 양 손을 모두 들고 있는데 본존불 쪽의 손에는 화반을 들고 있다. 아랫도리에 표현된 촘촘한 세로 옷주름은 연기지방의 불상에서 나타나는 공통적인 형식이다. 불상의 머리 뒤에는 연꽃과 꽃무늬로 장식된 둥근 머리광배가 있고, 보살상의 머리 위에는 작은 부처와 불꽃무늬가 있어 원래는 배(舟) 모양의 광배였을 것으로 추측된다. 대좌는 각각 갖추고 있는데 연꽃이 아래위 반대로 붙어 있는 형식이다.
연기지방의 불비상(佛碑像:비석 모양의 돌에 불상을 조각하거나 또는 글을 적은 것)과 같은 양식이지만, 본존의 양감 있는 표현과 보살상의 자세를 볼 때 조금 진전된 7세기 말의 작품으로 보인다.

## 참고 자료
- 삼존불비상 - 국가유산청 국가유산포털